# El pequeño héroe del Arroyo del Oro
El pequeño héroe del Arroyo del Oro es una película muda uruguaya de 1929, protagonizada por Celina Sánchez, Hilda Quinteros, Ariel Severino y Alberto Candeau. Dirigido por Carlos Alonso, el drama es la versión cinematográfica de la crónica documental del periodista José Sánchez Flores sobre la tragedia ocurrida el 9 de mayo del mismo año en la localidad Pueblo del Oro —hoy Mendizábal—, en el departamento de Treinta y Tres, historia que forma parte del folklore uruguayo y que tuvo al niño Dionisio Díaz como protagonista.

## Protagonistas
- Celina Sánchez
- Hilda Quinteros
- Ariel Severino (Dionisio Díaz)
- Juan Severino
- Vicente Rivero
- Alberto Candeau